# Prosimulium approximatum
Prosimulium approximatum är en tvåvingeart som beskrevs av Peterson 1970. Prosimulium approximatum ingår i släktet Prosimulium och familjen knott. Inga underarter finns listade i Catalogue of Life.